# Слп
Слп (мкд. С'лп) је насеље у општини Велес у Северној Македонији, у средишњем делу државе.

## Географија
Слп је смештен у средишњем делу Северне Македоније. Од најближег града, Велеса, село је удаљено 15 km северозападно.
Село Слп се налази у историјској области Грохот, на источним падинама планине Голешнице. Пар километара источно од насеља протиче Вардар. Надморска висина насеља је приближно 300 метара.
Површина сеоског атара простире се на површини од 27,0 km².
Месна клима је измењена континентална са значајним утицајем Егејског мора (жарка лета).

## Становништво
Слп је према последњем попису из 2002. године имао 47 становника.
Већинско становништво у насељу били су етнички Македонци (98%), а остало су Срби.
Претежна вероисповест месног становништва било је православље.

## Демографија
Према попису из 2002. године у насељу је живело 47 становника, а етнички састав је био следећи:
| Националност | Становника  |
| Македонци    | 46 (97,87%) |
| Срби         | 1 (2,13%)   |